# Цианид цезия
Цианид цезия — неорганическое соединение, соль цезия и синильной кислоты с формулой CsCN. Ядовит.

## Свойства
Цианид цезия представляет собой бесцветные кристаллы, хорошо растворяющиеся в воде. Плотность вещества составляет 3,34 г/см³ (при 20°C).
В воде подвергается обратимому гидролизу, ибо образован сильным основанием и слабой кислотой:
{\displaystyle {\ce {CsCN + H2O <=> CsOH + HCN}}}
Ввиду того, что синильная кислота может подвергаться полному гидролизу, вещество также может быть полностью гидролизовано. При комнатной температуре данная реакция происходит очень медленно, однако ускоряется при кипячении раствора:
{\displaystyle {\ce {CsCN + 2H2O ->[t] HCOOCs + NH3 ^}}}
По химическим свойствам очень похож цианид калия, однако ввиду особенностей катиона цезия, может проявлять иные свойства. Например, с цианидом цезия возможны обменные реакции, сопровождающиеся осаждением соли цезия:
{\displaystyle {\ce {CsCN + NaClO4 -> CsClO4 v + NaCN}}}
{\displaystyle {\ce {CsCN + KMnO4 -> CsMnO4 v + KCN}}}

## Получение
Цианид цезия не нашёл промышленного применения, ибо соли цезия значительно дороже солей натрия и калия, и его свойства подобны свойствам их цианидов. Потому, в промышленных объёмах его не получают, и часто создают в лаборатории при надобности. Цианид цезия может быть получен в ходе реакции раствора гидроксида цезия с синильной кислотой.
{\displaystyle {\ce {CsOH + HCN -> CsCN + H2O}}}
1. ↑  Гидролиз цианида цезия CsCN. chemer.ru. Дата обращения: 15 сентября 2023. Архивировано 21 марта 2023 года.
2. ↑  Франке З. Химия отравляющих веществ, том 1. Перевод с немецкого. — Издательство "Химия", 1973. — С. 227.